# Mammillaria rhodantha
Mammillaria rhodantha (укр. Мамілярія рожевоквіткова, мамілярія роданта) — сукулентна рослина з роду мамілярія (Mammillaria) родини кактусових (Cactaceae).

## Історія

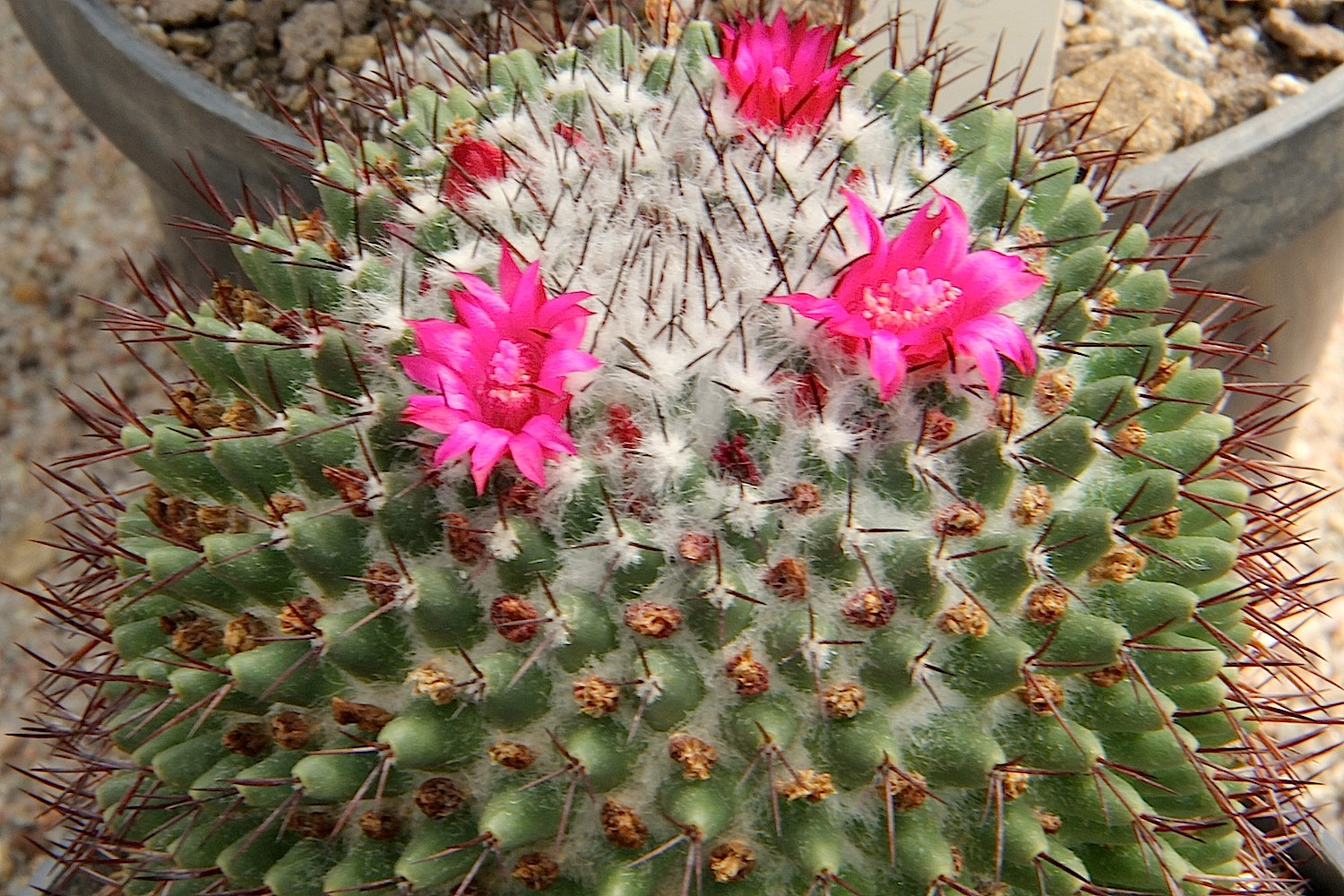
Квітуча Mammillaria rhodantha

Вид вперше описаний німецькими ботаніками Генріхом Фрідріхом Лінком (нім. Heinrich Friedrich Link, 1876—1927) і Крістофом Фрідріхом Отто (нім. Christoph Friedrich Otto, 1783—1856) у 1828 році у виданні нім. «Icones plantarum selectarum».

## Етимологія
Видова назва походить від грец. rhodos — «рожевий» і грец. anthos — «квітка» і вказує на забарвлення квіток. Місцеве населення називає цю рослину «райдужна подушечка для шпильок».

## Ареал і екологія
Mammillaria rhodantha є ендемічною рослиною Мексики. Ареал розташований у штатах Агуаскальєнтес, Мехіко, федеральний округ Мехіко, Гуанахуато, Халіско, Мічоакан, Керетаро, Тлакскала, Веракрус і Ідальго. Рослини зростають на висоті від 1700 до 3300 метрів над рівнем моря в сосново-дубових і ялицевих лісах.

## Морфологічний опис
| Орган              | Опис |
| Рослини            | зазвичай поодинокі, іноді кущаться роздвоюючись або утворюють бічні пагони.                              |
| Коріння            | |
| Стебло             | кулясте до коротко-циліндричного, до 30 см заввишки, в діаметрі 7-10 см.                                 |
| Епідерміс          | темно-тьмяно-зелений.                                                                                    |
| Маміли             | тупо-конічні до циліндричних, без молочного соку.                                                        |
| Ареоли             | |
| Аксили             | спочатку покриті пухом і з декількома щетинками.                                                         |
| Центральні колючки | 4-7, прямі або трохи зігнуті, червоні до червонувато-коричневого відтінку, блискучі, завдовжки 10-15 мм. |
| Радіальні колючки  | 13-28, довгі, тонкі, білі до жовтувато-золотистого відтінку, завдовжки 6-10 мм.                          |
| Квіти              | темно-багрянисто-рожеві, до 20 мм завдовжки, в діаметрі 16 мм.                                           |
| Бутони             | |
| Зовнішні пелюстки  | |
| Внутрішні пелюстки | |
| Тичинки            | |
| Маточка            | |
| Плоди              | циліндричні до булавоподібних, зеленуваті до блідо-рожево-фіолетових, завдовжки 15-25 мм.                |
| Насіння            | Насіння оранжево-коричневе.                                                                              |

## Різновиди

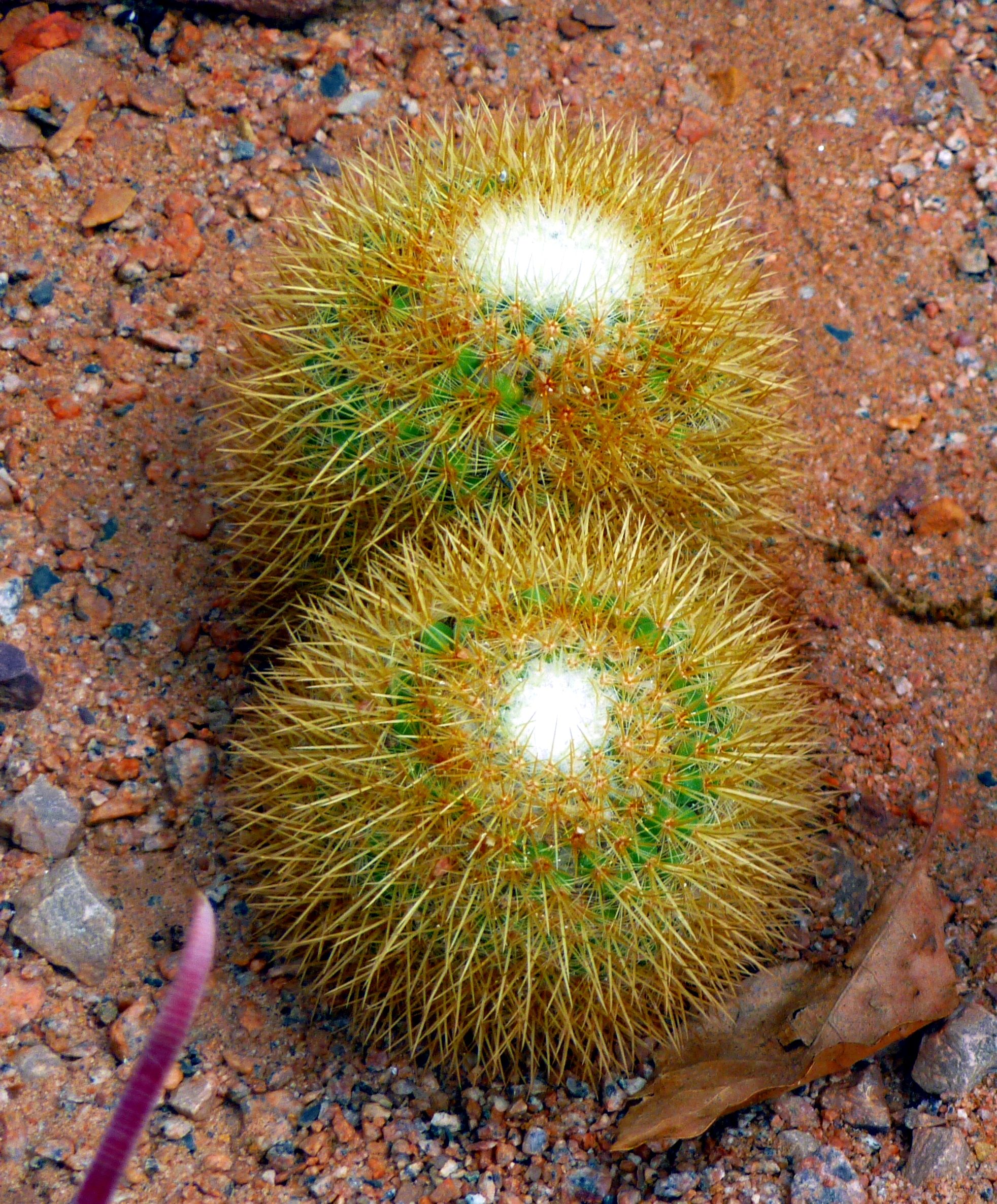
Maminillaha rhodantha subsp. ayreiceps

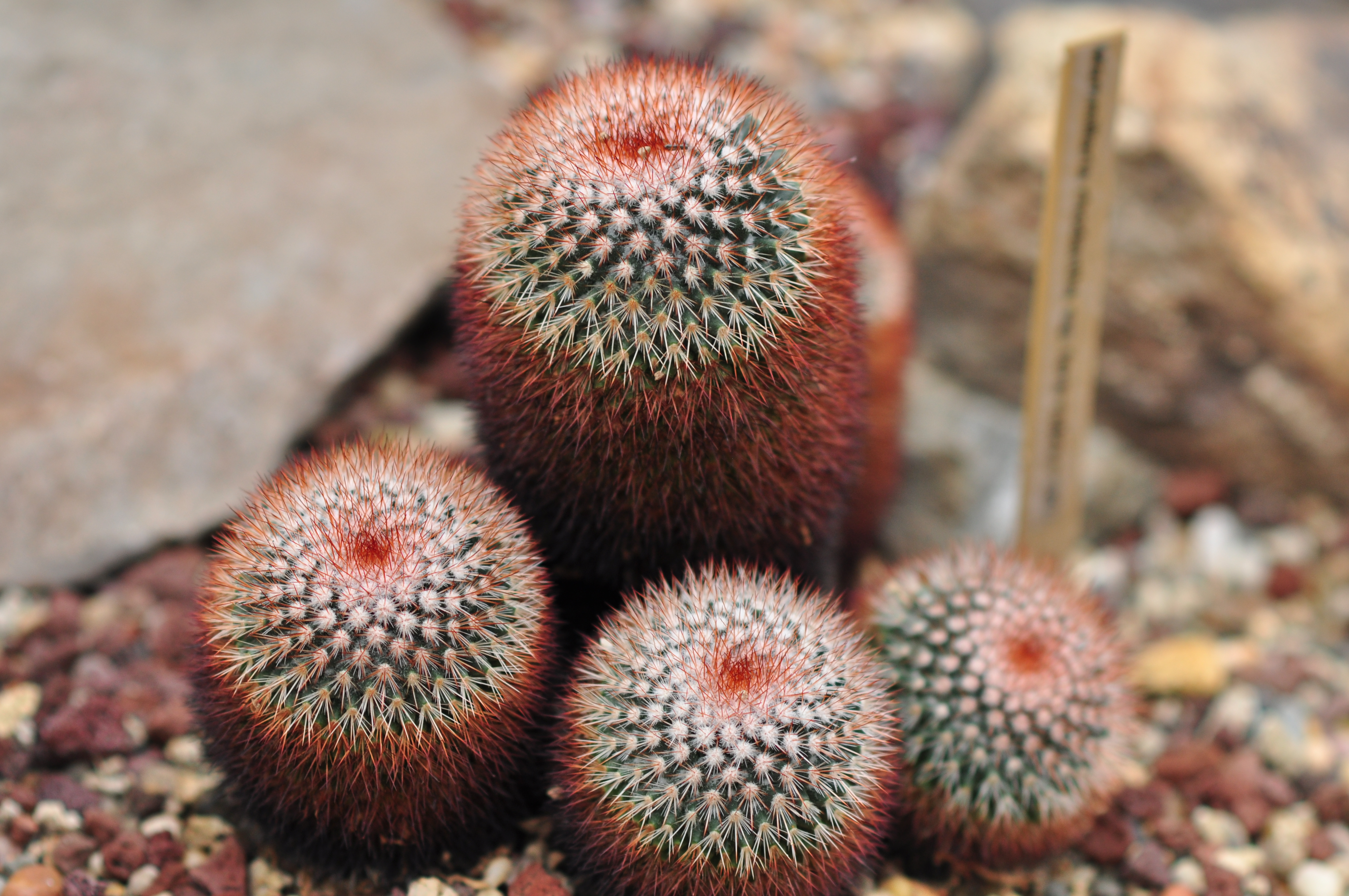
Maminillaha rhodantha subsp. fera-rubra

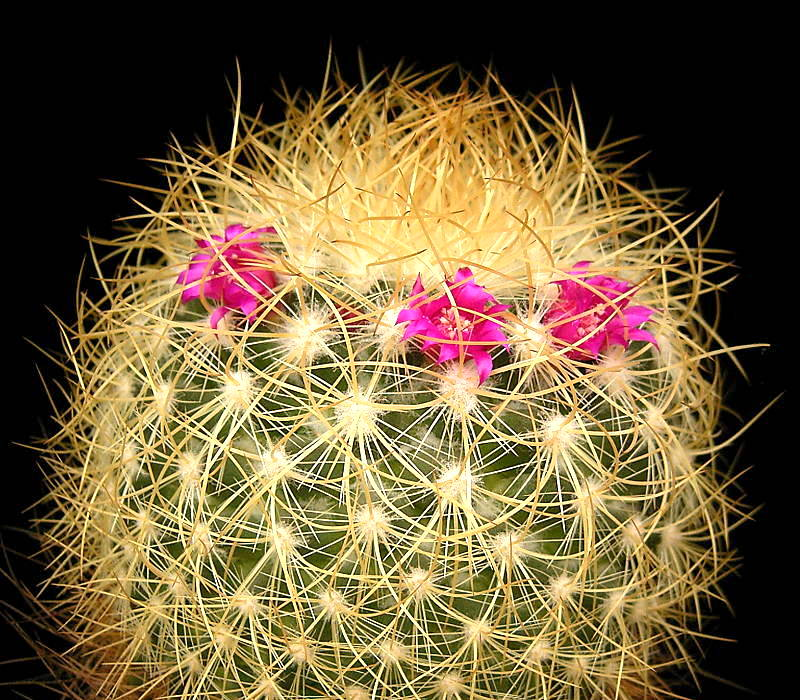
Maminillaha rhodantha subsp. pringlei

Визнано шість підвидів Mammillaria rhodantha: номінаційни підвид — Mammillaria rhodantha subsp. rhodantha і підвиди:
- Maminillaha rhodantha subsp. ayreiceps (Lemaire) D.R.Hunt,
- Maminillaha rhodantha subsp. pringlei (J.M.Coult.) D.R.Hunt,
- Maminillaha rhodantha subsp. fera-rubra (R.T.Craig) D.R.Hunt,
- Maminillaha rhodantha subsp. mollendorffiana (Shurly) D.R.Hunt,
- Mammillaria rhodantha subsp. mccartenii D.R.Hunt.

### Mammillaria rhodantha subsp. rhodantha
- Радіальних колючок — 17-24, скловидно-білі.
- Ареал зростання — Гуанахуато, Мічоакан, Керетаро і Ідальго.

### Maminillaha rhodantha subsp. ayreiceps
- Радіальних колючок — близько 25, золотисто-жовті.
- Ареал зростання — тільки на північ від Мехіко і в Гуанахуато та Керетаро.

### Maminillaha rhodantha subsp. fera-rubra
- Радіальних колючок — 15-18.
- Квіти — меншого розміру.
- Ареал зростання — Мічоакан, Керетаро і Сакатекас.

### Mammillaria rhodantha subsp. mccartenii
- Радіальних колючок — 13-15.
- Ареал зростання — Мічоакан і Сакатекас.

### Maminillaha rhodantha subsp. mollendorffiana
- Радіальних колючок — 24-28.
- Квіти — маленькі.
- Ареал зростання — зустрічається на північному заході Ідальго.

### Maminillaha rhodantha subsp. pringlei
- Радіальних колючок — 18-22, жовті.
- Ареал зростання — Мехіко, Халіско, Керетаро і Гуанахуато.

## Чисельність, охоронний статус та заходи по збереженню

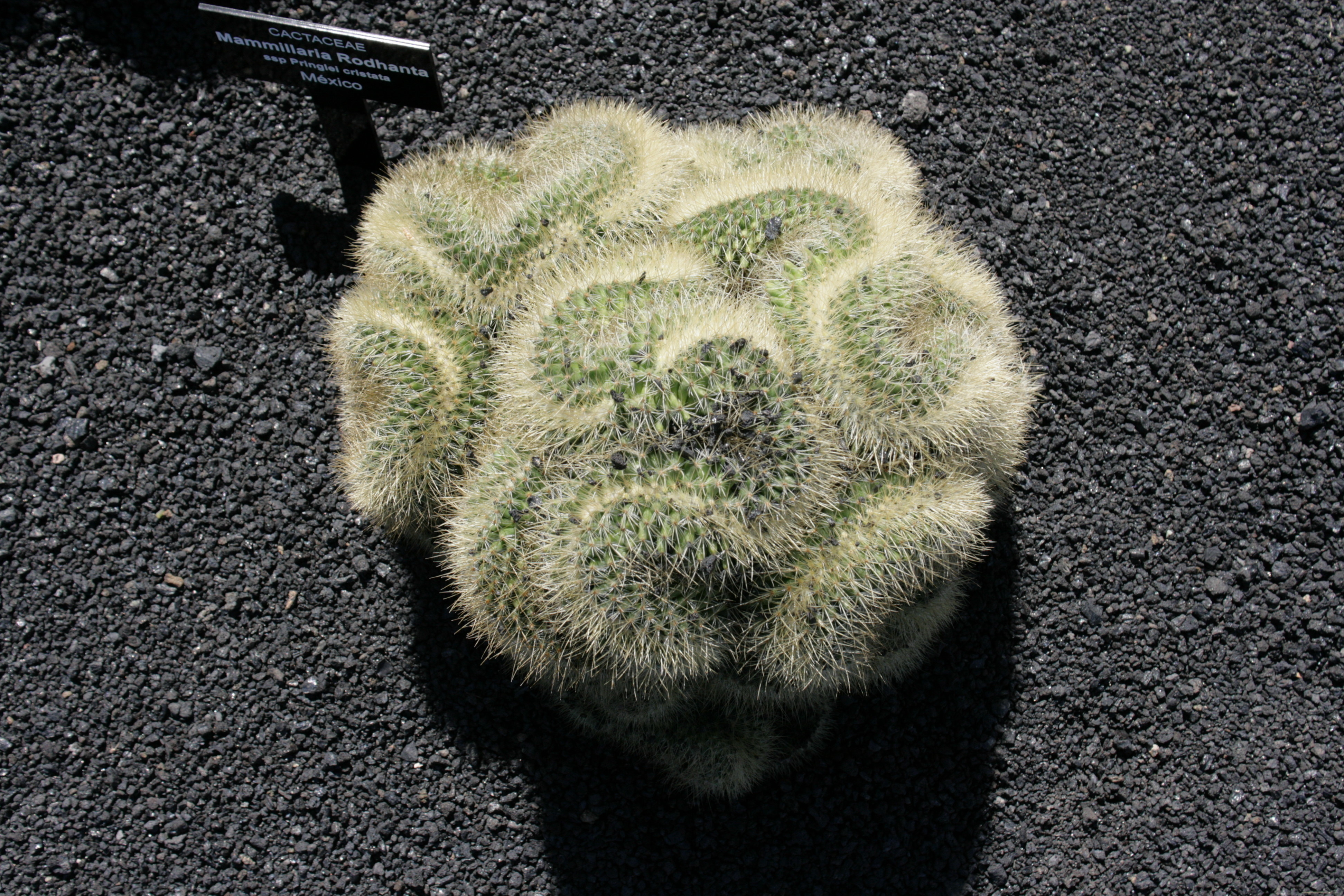
Кристатна форма Mammillaria rhodantha в ботанічному саду «Jardín de Cactus Guatiza», Тегісе, Лансароте, Канарські острови

Mammillaria rhodantha входить до Червоного списку Міжнародного союзу охорони природи видів, з найменшим ризиком (LC).
Цей вид має широкий діапазон зростання, дуже рясний, і хоча існують певні загрози для нього, вони мають мінімальний вплив.
Частини ареалу цього кактуса зазнають впливу вирубки лісів для розширення сільського господарства — тваринництва та посівів.
Вид зустрічається в межах охоронюваних територій.
Охороняється Конвенцією про міжнародну торгівлю видами дикої фауни і флори, що перебувають під загрозою зникнення (CITES).

## Використання та торгівля
Цей кактус вирощується як декоративний. Він збирається місцевими жителями і продається на ринках на Різдво.

## Утримання в культурі
Жоден з підвидів нескладний у вирощуванні. Вони швидко утворюють великі стебла, деякі, врешті-решт, не можуть підтримувати власну вагу і завалюються, якщо їх не підтримувати. Справитися з цим можна, вибравши досить глибокий горщик, щоб було достатньо місця для підтримки нижньої частини стебла галькою або щебенем. Часті пересадки в ранньому віці сприяють гарному росту.